# Чудаков, Валентин Дмитриевич
Валенти́н Дми́триевич Чудако́в (6 ноября 1918, Камышлов — 21 ноября 2004, Челябинск) — Заслуженный изобретатель РСФСР (1975), видный деятель «Танкограда», начальник КБ моторных установок на ЧТЗ, один из создателей тяжелых танков «ИС-2», «ИС-3», плавающей боевой машины пехоты «БМП-1», дизель-электрического трактора «ДЭТ-250», являвшегося лауреатом золотой медали ВДНХ СССР, супертяжелого трактора «Т-800».

## Биография
Ни до, ни после ареста в 1937 году его отца Д. И. Чудакова никогда не состоял ни в каких партиях.
С 1937 г. по 1941 г. студент МВТУ им. Н. Э. Баумана. В 1941 году, в день первой бомбардировки Москвы, направлен в г. Челябинск для организации танкового производства, вместе с другими студентами МВТУ, в том числе П. П. Исаковым, ставшим впоследствии главным конструктором ЧТЗ.
На Челябинском тракторном заводе (ЧТЗ) (1941–1986): конструктор отдела № 3, ведущий инженер-конструктор, руководитель группы СКБ-2, начальник конструкторского бюро по моторным установкам в ОГК (1954–1982), главный конструктор проекта в ГСКБ-2 (1982–1986).
Являясь начальником КБ моторных установок, развивал очень удачный двигатель В-2. За годы его работы двигатель В-2 с одной стороны, был дефорсирован, то есть была уменьшена его мощность — для увеличения срока службы; с другой стороны другими конструктивными решениями его мощность была увеличена. На основе модификаций двигателя В-2 были созданы все мощные тракторы СССР.
Для военных применений (например, на БМП-1) В. Д. Чудаковым были предложено множество усовершенствований, признанных изобретениями как самой двигательной установки, так и сопредельных узлов. Например, для БМП-1 был предложен способ сепарирования воды и воздуха для плавающего объекта «БМП-1», что позволяло избегать попадания воды в двигатель даже при стремительном погружении. За эту особенность и за обводы корпуса «БМП» получила название «Ласточка».

## Награды
- Почётное звание «Заслуженный изобретатель РСФСР»[1]
- Малая золотая медаль ВДНХ (1964, СМ РСФСР)[2]

## Память
На доме в г.Челябинске (пер.Передовой, д.5), где долгие годы проживал В.Д.Чудаков, в 2005 году установлена мемориальная доска.